# Salvador Ortega
Salvador Ortega Flores (Ciudad de México, 22 de marzo de 1920 - 16 de diciembre de 1972) fue un arquitecto mexicano.

## Trayectoria

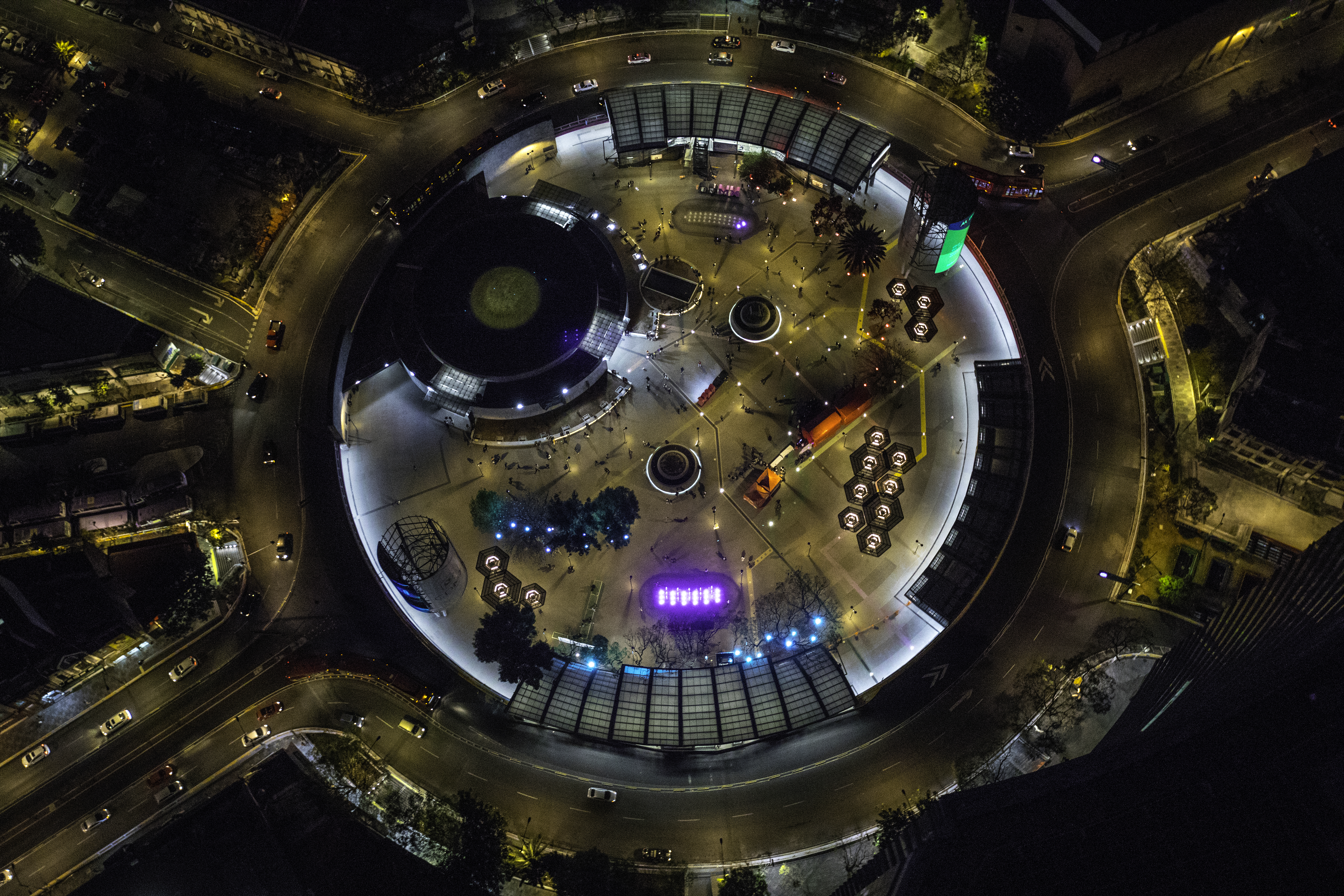
Vista nocturna de la Glorieta de los Insurgentes, diseñada por Ortega en 1969.

Ortega creció en la colonia Santa María la Ribera de la capital mexicana. Estudió en la Escuela Nacional de Arquitectura en la Academia San Carlos —hoy Facultad de Arquitectura de la Universidad Nacional Autónoma de México (UNAM)— de 1940 a 1945. En esa misma escuela dio clases de composición y dibujo hasta 1949.
Colaboró en proyectos destacados de mediados del siglo XX en México al lado de Mario Pani y Enrique del Moral tales como la Ciudad Universitaria de la UNAM incluyendo la Torre de Rectoría y el Multifamiliar para maestros; el Centro Urbano Presidente Juárez, y Río Guadalquivir 109, lo que llamó junto a su socio Pani, «el primer edificio en México de propiedad por pisos». Al igual que sus socios fue promotor del Movimiento moderno en la arquitectura.
En los años 60 desarrolló la Glorieta de los Insurgentes y la estación Insurgentes para la Línea 1 del Metro de la Ciudad de México, misma que fue inaugurada el 4 de septiembre de 1969.